# Генріх V (король Франції)
Граф Генріх (Анрі) Карл д'Артуа, герцог Бордо, пізніше відомий як граф де Шамбор (фр. Henri Charles d’Artois, duc de Bordeaux, comte de Chambord; 29 вересня 1820, Тюїльрі, Париж — 24 серпня 1883, Ланценкірхен, Австро-Угорщина) — останній представник старшої лінії французьких Бурбонів, онук Карла X; претендент на французький престол як Генріх V і голова легітимістської партії. З 2 по 9 серпня 1830 року де-юре вважався королем, але корона була передана Луї-Філіпу I.

## Народження
Народження герцога Бордоського було оточене винятковими обставинами. Він народився майже через вісім місяців після вбивства свого батька герцога Шарля Беррійського, племінника Людовика XVIII, робітником Лувелем. Бездітний Людовик XVIII та його молодший брат граф д'Артуа, майбутній Карл X, були літніми вдівцями, старший син останнього, герцог Ангулемський, не мав дітей від шлюбу з Марією Терезою, «в'язнею Тампля», донькою Людовика XVI та Марії-Антуанетти. Загибель останнього представника старших Бурбонів, який міг принести чоловіче потомство (але поки що мав тільки одну дочку Луїзу), означала б, що ця лінія припинялася і за салічним законом престол неминуче перейшов би в майбутньому до далекого родича — нащадка Людовика XIII Луї-Філіппа, герцога Орлеанського. Луї-Філіп був на поганому рахунку у старших Бурбонів, мав славу ліберала, роль, яку він зіграв у революцію разом зі своїм батьком, «громадянином Егаліте», була у всіх у пам'яті. Тому звістка про вагітність герцогині Марії-Кароліни стала сенсацією. Луї-Філіп, роздратований перспективою позбутися шансів на престол, вимагав права (за старовинною королівською традицією) бути присутніми при пологах спадкоємця (якби народилася дівчинка, це залишило б порядок успадкування незмінним), але не отримав його. Тим не менш, він визнав факт народження принца і підписав разом з іншими членами королівської сім'ї його свідоцтво про народження.
Щоб уникнути чуток про підміну дитини, герцогиня Беррійська не давала перерізати пуповину хлопчика, поки ряд високопосадовців, включаючи маршала Сюше, не переконався в тому, що вона справді народила немовля чоловічої статі. Новонароджений принц отримав при хрещенні імена Генріх (на честь засновника французьких Бурбонів Генріха IV) та Дьодонне (фр. Dieudonné — богом даний). Він був прозваний «дитя дива». На його честь написали оди Ламартін та молодий Віктор Гюго. Французький народ за національною підпискою викупив у попередніх власників і підніс принцу замок Шамбор у долині Луари. На ці події ліберальний публіцист Поль-Луї Кур'є відгукнувся своїм «Simple Discours de Paul-Louis etc.», який розцінюється як один із найблискучіших його памфлетів, і за який він був засуджений до ув'язнення в Сент-Пелажі за образу суспільної моральності та особи короля.

## Вигнання

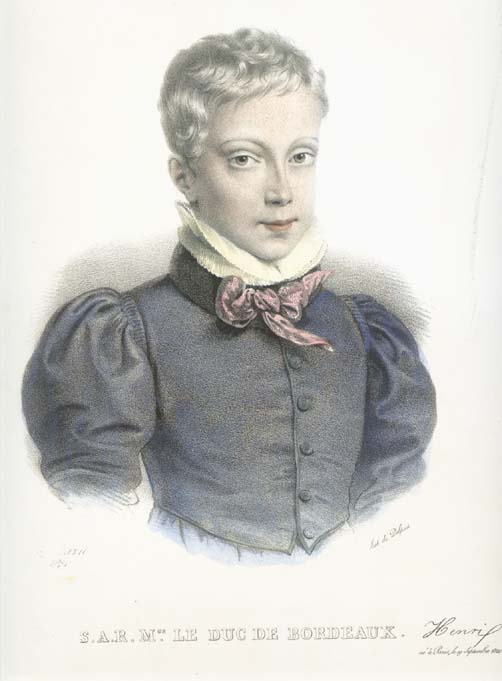
«Дитя чуда», герцог Бордоський в дитинстві.

Липнева революція 1830 змусила Карла X зректися престолу на користь 10-річного онука, якого легітимісти 2 серпня проголосили королем Генріхом V (старший син Людовік, герцог Ангулемський, був живий, але під тиском батька також відрікся від престолу; був королем Людовіком XIX). «Намісником королівства» було призначено Луї-Філіпа. Він приховав умови зречення Карла і 9 серпня сам прийняв корону як Луї-Філіп I, король французів, а потім видав брошуру «Герцог Бордоський — бастард», де доводив, що дитина, що народилася в 1820 році, не була онуком Карла X (на його думку, герцогиня Беррійська взагалі була вагітної). Така версія була на користь прав герцога Орлеанського на престол.
Анрі зростав у вигнанні, в Австрійській імперії. У 1832 р. його мати (без згоди свекра і для його обурення) висадилася з групою прихильників у Марселі, а потім у відомій роялістськими традиціями Вандеї, оголосила себе регентшою і видавала від імені сина прокламації, але незабаром була арештована, а звістка про те, що вона народила дочку від свого нового чоловіка-італійця графа де Луккезі-Паллі, призвело до того, що до неї перестали ставитись серйозно як до голови партії монархістів.
Герцог Бордоський (що вважав за краще тепер називатися граф де Шамбор, по піднесеному йому народом замку) виріс переконаним прихильником правовірної легітимістської монархії та білого королівського прапора з ліліями як її символу. У вигнанні його виховувала тітка Марія Тереза Французька — дочка Людовика XVI, у якої революціонери стратили батьків і закатували брата (маленького Людовика XVII). Після смерті діда у 1836 та дядька у 1844 Генріх став безперечним легітимістським претендентом. У 1846 він одружився з родичкою — Марією-Терезою Моденською. Цей шлюб виявився бездітним. У колах монархічної опозиції після вигнання Луї Філіпа (1848) йому стала протистояти нова група монархістів — орлеаністи, які до того року правили Францією.